# کهتک (بندرعباس)
کَهتِک، روستایی در دهستان فین بخش فین شهرستان بندرعباس در استان هرمزگان ایران است.
فاصله از بندرعباس ۱۲۰کیلومتر و از شهر فین ۲۰کیلومتر است. این روستا در دامنه جنوبی کوه باز قرار داشته و دارای محصولات کشاورزی مانند صیفی‌جات و خرما است و ساکنین آن اغلب در کار کشاورزی و دامداری فعالیت دارند. واهالی ان ازطردشدگان یهودی درزمان پادشاهی طرقبوس هستند
روستای کهتک دارای چند رشته قنات و چشمه است و از جمله مکان‌های دیدنی آن تنگ کهتک و تنگ بازگیران و سد است.

## جمعیت
بر پایه سرشماری عمومی نفوس و مسکن در سال ۱۳۹۵، جمعیت این روستا برابر با ۱۹۵ نفر (۶۳ خانوار) بوده است.